# Maggie Smith
Maggie Smith CH DBE (Margaret Natalie Smith, Ilford, 28 de dezembro de 1934 – Londres, 27 de setembro de 2024) foi uma renomada atriz britânica. Com uma extensa carreira no teatro, cinema e televisão, apareceu em mais de 60 filmes e mais de 70 peças, sendo uma das atrizes mais reconhecidas da Grã-Bretanha. Recebeu o título de Dama da Ordem do Império Britânico em 1990, e em 2014 recebeu a Ordem dos Companheiros de Honra por serviços prestados ao teatro.
Smith começou sua carreira no teatro, atuando no Oxford Playhouse em 1952, e fez sua estreia profissional na Broadway na peça New Faces of '56. Ela recebeu indicações ao Tony Award por Private Lives (1975) e Night and Day (1979), antes de ganhar o prêmio em 1990 por Lettice and Lovage. Também apareceu nas produções de A Tragédia de António e Cleopatra (1976) e Macbeth (1978), e em A Delicate Balance (1997) e The Breath of Life (2002) de West End. Em 2010, recebeu o Prêmio Especial de Teatro da Sociedade de Londres.
No cinema, Smith recebeu elogios pelo filme Sem Saída (1958), pelo qual recebeu sua primeira indicação ao prêmio da Academia Britânica de Cinema e Televisão (BAFTA). Ela ganhou dois Óscares, como melhor atriz por Primavera de uma Solteirona (1969) e de melhor atriz coadjuvante por Califórnia Suite (1978). Ela é uma das sete atrizes vencedoras nas duas categorias. Smith detém um recorde de quatro prêmios BAFTA de melhor atriz, incluindo por Meu Reino Por um Leitão (1984) e Paixão Solitária (1988), o BAFTA de melhor atriz coadjuvante por Chá com Mussolini (1999) e três Globos de Ouro. Ela recebeu outras quatro indicações ao Oscar por Othello (1965), Viagens com Minha Tia (1972), Uma Janela para o Amor (1985) e Assassinato em Gosford Park (2001). 
Também é conhecida por ter interpretado a professora Minerva McGonagall na série de filmes Harry Potter (2001–2011). Seus outros papéis de destaque no cinema incluem Amor e Dor (1973), Morte Sobre o Nilo (1978), Fúria de Titãs (1981), Assassinato num Dia de Sol (1982), Hook - A Volta do Capitão Gancho (1991), Mudança de Hábito (1992) e sua sequência, Jardim Secreto (1993), O Exótico Hotel Marigold (2012) e A Senhora da Van (2015).
Na televisão, ganhou um Prêmio Emmy em 2003 por Minha Casa na Úmbria, tornando-se uma das poucas atrizes a ter alcançado a Tríplice Coroa de Atuação e estrelou como Lady Violet Crawley, Condessa viúva de Grantham, em Downton Abbey (2010-2015), pelo qual ganhou três Emmys, um SAG de melhor atriz em série de drama e seu terceiro Globo de Ouro.

## Biografia
Maggie Smith nasceu em Ilford, cidade a leste de Londres, em 1934. Sua mãe, Margaret Hutton (1896–1977), era escocesa e foi secretária em Glasgow, enquanto seu pai, Nathaniel Smith (1902–1991), era de Newcastle upon Tyne e foi patologista da Universidade de Oxford.
Smith cresceu ouvindo a história romântica de como os pais se conheceram em um trem que ia de Glasgow para Londres, passando por Newcastle. Quando tinha apenas 4 anos de idade, a família se mudou para Oxford. Maggie tinha irmãos gêmeos mais velhos, Alistair (que morreu em 1981) e Ian, que é arquiteto. Maggie estudou na Oxford High School até os 16 anos, quando largou para estudar atuação na Oxford Playhouse.

## Carreira
Maggie Smith pisou os palcos pela primeira vez pela Universidade de Oxford em 1952, e fez sua estreia profissional em Nova Iorque, na New Faces 1956 Revue. Juntou-se à Old Vic Company em 1959, e começou a colecionar prêmios, incluindo o de melhor atriz de 1962 do Evening Standard, pelos seus papéis como Doreen em The Private Ear e Belinda em The Public Eye.
Juntou-se ao National Theatre em 1963, interpretando Desdêmona, junto com Laurence Olivier, em Otelo, e foi de sucesso em sucesso com Black Comedy, Miss Julie, The Country Wife, The Beaux Stratagem e Much Ado About Nothing.
Contudo, foi em 1969, com sua interpretação em The Prime of Miss Jean Brodie, que se tornou conhecida do grande público. Esta atuação rendeu-lhe um Óscar e um prêmio da Society of Film TV Arts de melhor atriz. Outros papéis no cinema se seguiram em: Travels with My Aunt (indicada ao Oscar de melhor atriz) e Death on the Nile. Em 1977, Smith ganhou seu segundo Oscar e um Globo de Ouro pelo seu papel na comédia de Neil Simon, California Suite.
Smith permanece fiel aos palcos ao longo da sua carreira no cinema e na televisão. Fez o papel-título de Hedda Gabler em 1970 e venceu o seu segundo prêmio de melhor atriz do Variety Club pela interpretação da sra. Millamant em Way of the World.
A atriz interpretou, na série Harry Potter, o papel de Minerva McGonagall, vice-diretora de Hogwarts, professora de transfiguração e chefe da casa Grifinória. Ganhou dois Óscares e recebeu outras indicações, ao Globo de Ouro e ao BAFTA, pelo seu papel no filme de Robert Altman, Assassinato em Gosford Park.

## Vida pessoal
Em 1970, foi agraciada com a Comenda do Império Britânico e, em 1990 recebeu o título de Dame. Foi premiada com o Hamburg Shakespeare Prize em 1991, é membro do British Film Institute, foi premiada com um BAFTA em 1993, e tem diplomas honorários de literatura da Universidade de Cambridge, além de ser patrona da Jane Austen Society.

### Ordem do Império Britânico
- 1970 - Commander (CBE)
- 1990 - Dame Commander (DBE)

### Casamentos
Em 29 de junho de 1967, se casou com o ator Robert Stephens, com quem teve dois filhos, ambos atores, Chris Larkin (nascido em 1967) e Toby Stephens (nascido em 1969). O casal se divorciou em 6 de abril de 1975. Maggie casou-se novamente com o dramaturgo Beverley Cross em 23 de junho de 1975 e eles ficaram casados até a morte dele em 20 de março de 1998. Maggie teve cinco netos.

### Saúde e morte
Em janeiro de 1988, Maggie foi diagnosticada com a doença de Graves, pela qual passou por radioterapia e cirurgia. Em 2007, o Sunday Telegraph descobriu que Maggie tinha sido diagnosticada com câncer de mama. Maggie gravou o filme Harry Potter e o Enigma do Príncipe, ainda em tratamento, e em 2009 foi noticiado que ela teve total recuperação.
Smith morreu no dia 27 de setembro de 2024, aos 89 anos. Estava internada no Chelsea and Westminster Hospital, em Londres. A causa da sua morte não foi revelada.

## Filmografia

### Cinema
| Ano  | Título                                        | Título em português                            | Papel                                      |  |
| ---- | --------------------------------------------- | ---------------------------------------------- | ------------------------------------------ |  |
| 1958 | Nowhere to Go                                 | Sem Saída                                      | Bridget Howard                             |  |
| 1962 | Go to Blazes                                  |                                                | Chantal                                    |  |
| 1963 | The V.I.P.s                                   |                                                | Srta. Mead                                 |  |
| 1964 | The Pumpkin Eater                             |                                                | Philpot                                    |  |
| 1965 | Othello                                       |                                                | Desdêmona                                  |  |
| 1965 | Young Cassidy                                 |                                                | Nora                                       |  |
| 1967 | The Honey Pot                                 |                                                | Sarah Watkins                              |  |
| 1968 | Hot Millions                                  |                                                | Patty Terwilliger Smith                    |  |
| 1969 | The Prime of Miss Jean Brodie                 |                                                | Jean Brodie                                |  |
| 1969 | Oh! What a Lovely War                         |                                                | Music Hall Star                            |  |
| 1972 | Travels with My Aunt                          |                                                | Tia Augusta                                |  |
| 1973 | Love and Pain and the Whole Damn Thing        |                                                | Lila Fisher                                |  |
| 1976 | Murder by Death                               | Assassinato por Morte                          | Dora Charleston                            |  |
| 1978 | Death on the Nile                             | Morte no Nilo                                  | Srta. Bowers                               |  |
| 1978 | California Suite                              | Um Apartamento na Califórnia                   | Diana Barrie                               |  |
| 1981 | Quartet                                       |                                                | Lois Heidler                               |  |
| 1981 | Clash of the Titans                           | Fúria de Titãs                                 | Tétis                                      |  |
| 1982 | Evil Under the Sun                            |                                                | Daphne Castle                              |  |
| 1982 | The Missionary                                |                                                | Lady Isabel Ames                           |  |
| 1982 | Better Late Than Never                        |                                                | Srta. Anderson                             |  |
| 1984 | A Private Function                            |                                                | Joyce Chilvers                             |  |
| 1984 | Lily in Love                                  |                                                | Lily Wynn                                  |  |
| 1985 | A Room with a View                            |                                                | Charlotte Bartlett                         |  |
| 1987 | The Lonely Passion of Judith Hearne           |                                                | Judith Hearne                              |  |
| 1991 | Hook                                          | Hook - A volta do capitão Gancho               | Wendy Darling                              |  |
| 1992 | Sister Act                                    | Mudança de Hábito                              | Reverenda Madre                            |  |
| 1993 | Sister Act 2: Back in the Habit               | Mudança de Hábito 2                            | Reverenda Madre                            |  |
| 1993 | The Secret Garden                             | O Jardim Secreto                               | Sr.ª Medlock                               |  |
| 1995 | Richard III                                   | Ricardo III                                    | Duquesa de York                            |  |
| 1996 | The First Wives Club                          | O Clube das Divorciadas                        | Gunilla Garson Goldberg                    |  |
| 1997 | Washington Square                             |                                                | Tia Lavinia Penniman                       |  |
| 1999 | Curtain Call                                  |                                                | Lily Gale                                  |  |
| 1999 | The Last September                            |                                                | Lady Myra Naylor                           |  |
| 1999 | Tea with Mussolini                            | Chá com Mussolini                              | Lady Hester Random                         |  |
| 2001 | Gosford Park                                  | Gosford Park                                   | Constance, Condessa de Trentham            |  |
| 2001 | Harry Potter and the Philosopher's Stone      | Harry Potter e a Pedra Filosofal               | Professora Minerva McGonagall              |  |
| 2002 | Harry Potter and the Chamber of Secrets       | Harry Potter e a Câmara Secreta                | Professora Minerva McGonagall              |  |
| 2002 | Divine Secrets of the Ya-Ya Sisterhood        | Os Divinos Segredos da Irmandade Ya-Ya         | Caro Eliza Bennett                         |  |
| 2004 | Harry Potter and the Prisoner of Azkaban      | Harry Potter e o Prisioneiro de Azkaban        | Professora Minerva McGonagall              |  |
| 2004 | Ladies in Lavender                            | Amor Não Escolhe Idades                        | Janet Widdington                           |  |
| 2005 | Keeping Mum                                   | Uma Família dos Diabos                         | Grace Hawkins                              |  |
| 2005 | Harry Potter and the Goblet of Fire           | Harry Potter e o Cálice de Fogo                | Professora Minerva McGonagall              |  |
| 2007 | Harry Potter and the Order of the Phoenix     | Harry Potter e a Ordem da Fênix                | Professora Minerva McGonagall              |  |
| 2007 | Becoming Jane                                 | A Juventude de Jane                            | Lady Gresham                               |  |
| 2009 | Harry Potter and the Half-Blood Prince        | Harry Potter e o Enigma do Príncipe            | Professora Minerva McGonagall              |  |
| 2009 | From Time to Time                             | Através do Tempo                               | Linnet Oldknow                             |  |
| 2010 | Nanny McPhee and the Big Bang                 | Nanny McPhee e o Toque de Magia                | Sr.ª Docherty                              |  |
| 2011 | Gnomeo & Juliet                               | Gnomeo & Julieta                               | Lady Bluebury                              |  |
| 2011 | Harry Potter and the Deathly Hallows – Part 2 | Harry Potter e as Relíquias da Morte – Parte 2 | Professora Minerva McGonagall              |  |
| 2012 | The Best Exotic Marigold Hotel                | O Exótico Hotel Marigold                       | Muriel Donnelly                            |  |
| 2012 | Quartet                                       |                                                | Jean Horton                                |  |
| 2014 | My Old Lady                                   | Minha Querida Dama                             | Mathilde Girard                            |  |
| 2015 | The Second Best Exotic Marigold Hotel         | O Exótico Hotel Marigold 2                     | Muriel Donnelly                            |  |
| 2015 | The Lady in the Van                           | A Senhora da Van                               | Miss Shepherd                              |  |
| 2018 | Sherlock Gnomes                               | Gnomeu e Julieta: O Mistério do Jardim         | Lady Bluebury (Voz)                        |  |
| 2018 | Nothing Like a Dame                           |                                                | Ela mesma                                  |  |
| 2019 | Downton Abbey                                 | Downton Abbey                                  | Violet Crawley, Condessa viúva de Grantham |  |
| 2022 | Downton Abbey 2                               | Downton Abbey 2ː Uma Nova Era                  | Violet Crawley, Condessa viúva de Grantham |  |
| 2023 | The Miracle Club                              | O Clube dos Milagres                           | Lily Fox                                   |  |

### Televisão
| Ano       | Título                 | Título em português   | Papel                                      | Observações  |
| --------- | ---------------------- | --------------------- | ------------------------------------------ | ------------ |
| 1972      | The Merchant of Venice |                       | Portia                                     |              |
| 1972      | The Millionairess      |                       | Epifania                                   |              |
| 1974      | The Carol Burnett Show |                       | Gwendylspire Boughgrough                   |              |
| 1975      | The Carol Burnett Show |                       | Sr.ª Collins                               |              |
| 1976      | Murder by Death        | Assassinato por Morte | Dora Charleston                            |              |
| 1987      | Talking Heads          |                       | Susan                                      |              |
| 1992      | Memento Mori           |                       | Sr.ª Mabel Pettigrew                       |              |
| 1993      | Suddenly, Last Summer  |                       | Violet Venable                             |              |
| 1999      | All the King's Men     |                       | Rainha Alexandra                           |              |
| 1999      | David Copperfield      | David Copperfield     | Betsey Trotwood                            |              |
| 2003      | My House in Umbria     |                       | Emily Delahunty                            |              |
| 2007      | Capturing Mary         |                       | Mary Gilbert                               |              |
| 2010–2015 | Downton Abbey          | Downton Abbey         | Violet Crawley, Condessa viúva de Grantham | 52 episódios |

### Teatro
| - Twelfth Night, Oxford Playhouse, 1952 - He Who Gets Slapped, Clarendon Press Institute, 1952 - Cinderella, Oxford Playhouse, 1952 - Rookery Nook, Oxford Playhouse, 1953 - The Housemaster, Oxford Playhouse, 1953 - Cakes and Ale (revue), Edinburgh Festival, 1953 - The Love of Four Colonels, Oxford Playhouse, 1953 - The Ortolan, Maxton Hall, 1954 - Don’t Listen Ladies, Oxford Playhouse, 1954 - The Government Inspector, Oxford Playhouse, 1954 - The Letter, Oxford Playhouse, 1954 - A Man About The House, Oxford Playhouse, 1954 - On the Mile (revue), Edinburgh Festival, 1954 - Oxford Accents, New Watergate Theatre, Londres, 1954 - Theatre 1900, Oxford Playhouse, 1954 - Listen to the Wind, Oxford Playhouse, 1954 - The Magistrate, Oxford Playhouse, 1955 - The School For Scandal, Oxford Playhouse, 1955 - New Faces (revue), Ethel Barrymore Theatre, Nova York, 1956 - Share My Lettuce (revue), Lyric Hammersmith and Comedy Theatre, 1957 - The Stepmother, St. Martin's Theatre, 1958 - The Double Dealer, Old Vic, 1959 - As You Like It, Old Vic, 1959 - Richard II, Old Vic, 1959 - The Merry Wives of Windsor, Old Vic, 1959 - What Every Woman Knows, Old Vic, 1960 - Rhinoceros, Strand Theatre, 1960 - Strip the Willow, UK Tour, 1960 - The Rehearsal, Bristol Old Vic and Globe Theatre, 1961 - The Private Ear e The Public Eye, Globe Theatre, 1962 - Mary, Mary, Queen's Theatre, 1963 - The Recruiting Officer, National Theatre/Old Vic, 1963 - Othello, National Theatre/Old Vic, 1964 - The Master Builder, National Theatre/Old Vic, 1964 - Hay Fever, National Theatre/Old Vic, 1964 - Much Ado About Nothing, National Theatre/Old Vic, 1965 - Trelawney of the Wells, National Theatre/Old Vic, 1965 - Miss Julie, National Theatre/Old Vic, 1966 - Black Comedy, National Theatre/Old Vic, 1966 - A Bond Honoured, National Theatre/Old Vic, 1966 | - The Country Wife, Chichester Festival Theatre, 1969 - The Beaux Stratagem, National Theatre/Old Vic and Ahmanson Theatre, Los Angeles, 1970 - Hedda Gabler, National Theatre/Cambridge Theatre, 1970 - Design For Living, Ahmanson Theatre, Los Angeles, 1971 - Private Lives, Queen's Theatre, 1972 - Peter Pan, Londres Coliseum, 1973 - Snap, Vaudeville Theatre, 1974 - Private Lives, US tour and 46th Street Theatre, Nova York, 1975 [indicada ao Tony] - The Way of the World, Stratford, Canadá, 1976 - Antony and Cleopatra, Stratford, Canadá, 1976 - Três Irmãs, Stratford, Canadá, 1976 - The Guardsman, Stratford, Canadá and Ahmanson Theatre, Los Angeles, 1976 - A Midsummer Night's Dream, Stratford, Canadá and Ahmanson Theatre, Los Angeles, 1977 - Richard III, Stratford, Canadá, 1977 - As You Like It, Stratford, Canadá, 1977 - Hay Fever, Stratford, Canadá, 1977 - Macbeth, Stratford, Canadá, 1978 - Private Lives, Stratford, Canadá, 1978 - Night and Day, Phoenix Theatre, Washington D.C. and ANTA Playhouse, Nova York, 1979 [indicada para o Tony] - Much Ado About Nothing, Stratford, Canadá, 1980 - A Gaivota, Stratford, Canadá, 1980 - Virginia, Stratford, Canadá, 1980 and Theatre Royal Haymarket, 1981 - The Way of the World, Chichester Festival Theatre and Theatre Royal Haymarket, 1984 - The Interpreters, Queen's Theatre, 1985 - The Infernal Machine, Lyric Hammersmith, 1986 - Coming Into Land, National Theatre/Lyttelton, 1987 - Lettice and Lovage, Globe Theatre, 1987 - Lettice and Lovage, Ethel Barrymore Theatre, Nova York, 1990 [vencedora do Tony] - The Importance of Being Earnest, Aldwych Theatre, 1993 - Three Tall Women, Wyndham's Theatre, 1994 and 1995 - Talking Heads, Chichester Festival Theatre and Comedy Theatre, 1996 - A Delicate Balance, Theatre Royal Haymarket, 1997 - The Lady in the Van, Queen's Theatre, 1999 - The Breath of Life, Theatre Royal Haymarket, 2002 - Talking Heads, Australian tour, 2004 - The Lady From Dubuque, Theatre Royal Haymarket, 2007 |

## Premiações

#### Óscar
| Ano  | Categoria                | Filme                         | Resultado |
| ---- | ------------------------ | ----------------------------- | --------- |
| 1966 | Melhor Atriz Coadjuvante | Othello                       | Indicado  |
| 1970 | Melhor Atriz             | The Prime of Miss Jean Brodie | Venceu    |
| 1973 | Melhor Atriz             | Travels with My Aunt          | Indicado  |
| 1979 | Melhor Atriz Coadjuvante | California Suite              | Venceu    |
| 1986 | Melhor Atriz Coadjuvante | A Room with a View            | Indicado  |
| 2002 | Melhor Atriz Coadjuvante | Gosford Park                  | Indicado  |

#### Emmy
| Ano  | Categoria                                           | Série                 | Resultado |
| ---- | --------------------------------------------------- | --------------------- | --------- |
| 1993 | Melhor Atriz em Minissérie ou Telefilme             | Suddenly, Last Summer | Indicado  |
| 1999 | Melhor Atriz Coadjuvante em Minissérie ou Telefilme | David Copperfield     | Indicado  |
| 2003 | Melhor Atriz em Minissérie ou Telefilme             | My House in Umbria    | Venceu    |
| 2007 | Melhor Atriz em Minissérie ou Telefilme             | Capturing Mary        | Indicado  |
| 2011 | Melhor Atriz Coadjuvante em Minissérie ou Telefilme | Downton Abbey         | Venceu    |
| 2012 | Melhor Atriz Coadjuvante em Série Dramática         | Downton Abbey         | Venceu    |
| 2013 | Melhor Atriz Coadjuvante em Série Dramática         | Downton Abbey         | Indicado  |
| 2014 | Melhor Atriz Coadjuvante em Série Dramática         | Downton Abbey         | Indicado  |
| 2016 | Melhor Atriz Coadjuvante em Série Dramática         | Downton Abbey         | Venceu    |

#### Tony
| Ano  | Categoria                          | Peça               | Resultado |
| ---- | ---------------------------------- | ------------------ | --------- |
| 1975 | Melhor Atriz Principal em uma Peça | Private Lives      | Indicado  |
| 1980 | Melhor Atriz Principal em uma Peça | Night and Day      | Indicado  |
| 1990 | Melhor Atriz Principal em uma Peça | Lettice and Lovage | Venceu    |

#### Globo de Ouro
| Ano  | Categoria                                   | Filme/Série                   | Resultado |
| ---- | ------------------------------------------- | ----------------------------- | --------- |
| 1965 | Melhor Atriz Revelação do Ano               | The V.I.P.s                   | Indicado  |
| 1966 | Melhor Atriz em Cinema - Drama              | Othello                       | Indicado  |
| 1970 | Melhor Atriz em Cinema - Drama              | The Prime of Miss Jean Brodie | Indicado  |
| 1973 | Melhor Atriz em Cinema - Comédia ou Musical | Travels with My Aunt          | Indicado  |
| 1979 | Melhor Atriz em Cinema - Comédia ou Musical | California Suite              | Venceu    |
| 1987 | Melhor Atriz Coadjuvante em Cinema          | A Room with a View            | Venceu    |
| 2002 | Melhor Atriz Coadjuvante em Cinema          | Gosford Park                  | Indicado  |
| 2004 | Melhor Atriz em Minissérie ou Telefilme     | My House in Umbria            | Indicado  |
| 2012 | Melhor Atriz Coadjuvante em Televisão       | Downton Abbey                 | Indicado  |
| 2013 | Melhor Atriz Coadjuvante em Televisão       | Downton Abbey                 | Venceu    |
| 2013 | Melhor Atriz em Cinema - Comédia ou Musical | Quartet                       | Indicado  |
| 2016 | Melhor Atriz em Cinema - Comédia ou Musical | The Lady in the Van           | Indicado  |

#### Satellite Awards
| Ano  | Categoria                                           | Filme/Série        | Resultado |
| ---- | --------------------------------------------------- | ------------------ | --------- |
| 2001 | Melhor Atriz Coadjuvante                            | Gosford Park       | Venceu    |
| 2001 | Melhor Elenco                                       | Gosford Park       | Venceu    |
| 2003 | Melhor Atriz em Minissérie ou Filme para Televisão  | My House in Umbria | Indicado  |
| 2011 | Melhor Atriz Coadjuvante em Minissérie ou Telefilme | Downton Abbey      | Indicado  |
| 2012 | Melhor Atriz Coadjuvante em Minissérie ou Telefilme | Downton Abbey      | Venceu    |

### Saturn Awards
| Ano  | Categoria                | Filme                                    | Resultado |
| ---- | ------------------------ | ---------------------------------------- | --------- |
| 1981 | Melhor Atriz Coadjuvante | Clash of the Titans                      | Indicado  |
| 2001 | Melhor Atriz Coadjuvante | Harry Potter and the Philosopher's Stone | Indicado  |

### SAG Awards
| Ano  | Categoria                               | Trabalho                       | Resultado |
| ---- | --------------------------------------- | ------------------------------ | --------- |
| 2002 | Melhor Elenco em Cinema                 | Gosford Park                   | Venceu    |
| 2012 | Melhor Atriz em Minissérie ou Telefilme | Downton Abbey                  | Indicado  |
| 2013 | Melhor Atriz em Série Dramática         | Downton Abbey                  | Indicado  |
| 2013 | Melhor Elenco em Série Dramática        | Downton Abbey                  | Venceu    |
| 2013 | Melhor Atriz Coadjuvante                | The Best Exotic Marigold Hotel | Indicado  |
| 2013 | Melhor Elenco em Cinema                 | The Best Exotic Marigold Hotel | Indicado  |
| 2014 | Melhor Atriz em Série Dramática         | Downton Abbey                  | Venceu    |
| 2014 | Melhor Elenco em Série Dramática        | Downton Abbey                  | Indicado  |
| 2015 | Melhor Atriz em Série Dramática         | Downton Abbey                  | Indicado  |
| 2015 | Melhor Elenco em Série Dramática        | Downton Abbey                  | Venceu    |
| 2016 | Melhor Atriz em Série Dramática         | Downton Abbey                  | Indicado  |
| 2016 | Melhor Elenco em Série Dramática        | Downton Abbey                  | Venceu    |

### BAFTA
| Ano  | Categoria                | Filme/Série                              | Resultado |
| ---- | ------------------------ | ---------------------------------------- | --------- |
| 1958 | Atriz Revelação          | Nowhere to Go                            | Indicado  |
| 1965 | Melhor Atriz Principal   | Young Cassidy                            | Indicado  |
| 1969 | Melhor Atriz Principal   | The Prime of Miss Jean Brodie            | Venceu    |
| 1978 | Melhor Atriz Coadjuvante | Death on the Nile                        | Indicado  |
| 1979 | Melhor Atriz Principal   | California Suite                         | Indicado  |
| 1981 | Melhor Atriz Principal   | Quartet                                  | Indicado  |
| 1984 | Melhor Atriz Principal   | A Private Function                       | Venceu    |
| 1984 | Melhor Atriz Principal   | All for Love: "Mrs. Silly"               | Indicado  |
| 1986 | Melhor Atriz Principal   | A Room with a View                       | Venceu    |
| 1988 | Melhor Atriz Principal   | The Lonely Passion of Judith Hearne      | Venceu    |
| 1989 | Melhor Atriz Principal   | Talking Heads: "A Bed Among the Lentils" | Indicado  |
| 1993 | Melhor Atriz Coadjuvante | The Secret Garden                        | Indicado  |
| 1993 | Melhor Atriz Principal   | Screen Two: "Memento Mori"               | Indicado  |
| 1993 | BAFTA Special            | Maggie Smith                             | Venceu    |
| 1996 | BAFTA Academy Fellowship | Maggie Smith                             | Venceu    |
| 1999 | Melhor Atriz Coadjuvante | Tea with Mussolini                       | Venceu    |
| 2000 | Melhor Atriz Coadjuvante | David Copperfield                        | Indicado  |
| 2001 | Melhor Atriz Coadjuvante | Gosford Park                             | Indicado  |
| 2012 | Melhor Atriz Coadjuvante | Downton Abbey                            | Indicado  |
| 2015 | Melhor Atriz Principal   | The Lady in the Van                      | Indicado  |